# Fritz Szepan
Friedrich Hermann „Fritz“ Sczepan, auch Fritz Szepan geschrieben (* 2. September 1907 in Gelsenkirchen; † 14. Dezember 1974 ebenda), war ein deutscher Fußballspieler.
In den 1930er-Jahren zählte Szepan zu den besten Fußballspielern Deutschlands. Als Kapitän der Nationalmannschaft nahm er an den Weltmeisterschaften 1934 und 1938 teil. Gemeinsam mit seinem Schwager Ernst Kuzorra bildete er das Herzstück des „Schalker Kreisels“ und führte den FC Schalke 04 zu sechs deutschen Meisterschaften.
Später arbeitete er noch als Trainer und Präsident für Schalke.

## Jugend
Szepans Vater war aus dem ostpreußischen Kreis Neidenburg ins Industriezentrum Ruhrgebiet gezogen, um im Bergbau Arbeit zu finden. Im typischen Arbeitermilieu des „Kohlenpott“ wuchs der junge Fritz als eines von sechs Kindern der Familie auf. Fußball spielte der strohblonde Junge in Straßenmannschaften der Nachbarschaft. Nach seiner Schulentlassung ohne Abschluss absolvierte Szepan eine Lehre zum Klempner bei Küppersbusch und sorgte nebenbei für ein erfolgreiches Abschneiden der Lehrlings-Fußballauswahl seines Betriebes. Fritz Unkel war vom Talent des Jugendlichen überzeugt und stimmte Szepans Eltern, die gegen Fußball waren, um, sodass er ab 1923 für Schalke spielte. Im selben Jahr wurde er bei Küppersbusch entlassen.
Auf Betreiben seines Freundes Ernst Kuzorra stieß Szepan 1925 als 18-Jähriger zum Kader der ersten Mannschaft des FC Schalke 04. Szepan heiratete zudem Kuzorras Schwester Elise.

## Karriere beim FC Schalke 04
Nachdem Kuzorra und Szepan sich in der ersten Mannschaft der Schalker etabliert hatten, entwickelte sich diese zu einer der besten deutschen Vereinsmannschaften. 1934 gewann Schalke zum ersten Mal die deutsche Meisterschaft mit einem 2:1-Sieg über den 1. FC Nürnberg im Finale, in dem Szepan in der 88. Minute den Ausgleich erzielt und Kuzorra den Siegtreffer besorgt hatte. Dank des in Vollendung zelebrierten „Kreisels“, der Kunst des zentimetergenauen, schnellen Flachpassspiels, des Freilaufens und Dribbelns, eilte die Mannschaft im königsblauen Trikot in den folgenden Jahren von Erfolg zu Erfolg.
Väter des Erfolgs und zentrale Figuren im Spielsystem waren Kuzorra und Szepan. Dieser kompensierte seine fehlende Spritzigkeit und Schnelligkeit durch Spielintelligenz, Übersicht, Technik und überragendes Stellungsspiel. Szepan war als Spielmacher Denker und Lenker der Mannschaft, Kuzorra eisenharter Vollblutstürmer und Vollstrecker. Wegen seines außerordentlichen Spielverständnisses und seiner Führungsstärke auf dem Platz adelte man Szepan im Nachhinein auch als „Beckenbauer der Vorkriegszeit“. Nominell als Stürmer auf dem Platz ließ er sich dabei meist fallen und dirigierte das Spiel aus der Tiefe. Konstruktiver Spielaufbau, unter der Leitung von Szepan, war der Schlüssel zum Erfolg des Schalker Kreisels.
1935 wurde der Meistertitel mit einem 6:4 über den VfB Stuttgart verteidigt. Zwei Jahre später gewannen die „Knappen“ mit Meisterschaft und Tschammerpokal das erste Double der deutschen Fußballgeschichte. Bis 1942 standen die Schalker vier weitere Male im Finale um die Meisterschaft und gewannen 1939, 1940 und 1942. Schalke 04 dominierte in dieser Zeit den deutschen Fußball und legte den Grundstein für den „Mythos Schalke“. Die Meisterschaft 1942 sollte die letzte Meisterschaft für Schalke 04 im Zweiten Weltkrieg und zugleich der letzte Titel für 16 Jahre sein.
Nach Kriegsende half der „blonde Fritz“ beim Wiederaufbau des FC Schalke mit, ehe er 1949 aufgrund von Knieproblemen und Rückenschmerzen seine Karriere beendete. Am 12. November 1950 nahm Szepan gemeinsam mit seinem Schwager Kuzorra mit einem Spiel gegen Atlético Mineiro in der Schalker Glückauf-Kampfbahn offiziell Abschied.

## Karriere in der Nationalmannschaft
Zehn Jahre lang, von 1929 bis 1939, spielte Szepan für die deutsche Nationalmannschaft und erzielte dabei in 34 Partien acht Tore. 30-mal trug er dabei die Kapitänsbinde.
Sein Länderspieldebüt feierte Szepan am 20. Oktober 1929 im Spiel gegen Finnland. Beim 4:0-Sieg gelang ihm gleich ein Treffer, doch einen Stammplatz konnte sich der 21-jährige noch nicht erkämpfen. Erst ab 1934 stand er dauerhaft in der Stammformation und wurde kurz vor der Fußball-WM zum neuen Kapitän ernannt. Bei der ersten WM-Teilnahme Deutschlands 1934 in Italien führte Szepan seine Elf bis ins Halbfinale, in dem man aber der Tschechoslowakei unterlag. Am Ende belegte die Mannschaft nach einem 3:2-Sieg über Nachbar Österreich den dritten Platz.
Am 16. Mai 1937 war Szepan Spielführer der „Breslau-Elf“, die Dänemark mit 8:0 besiegt hatte (wobei Szepan ein Tor erzielt hatte) und in die deutsche Fußballgeschichte einging. Deshalb galt Deutschland als Geheimfavorit für die WM 1938 in Frankreich. Nach dem „Anschluss“ Österreichs jedoch sollte unbedingt eine – erst kurz vor dem Turnier zusammengestellte (!) – „großdeutsche“ Elf antreten. Die Spielsysteme aber der beiden Kader passten nicht zueinander, weshalb die neue Mannschaft bereits im Achtelfinale der WM gegen die Schweiz ausschied.
Am 22. Oktober 1939 beim 2:1-Sieg über Bulgarien nahm Szepan seinen Abschied aus der Nationalelf.
Während seiner Zeit mit der Nationalmannschaft sorgte er immer wieder für Aufsehen auf Grund seiner fußballerischen Fähigkeiten und wurde selbst vom heimischen Publikum bei Spielen auf den britischen Inseln bejubelt.

## Karriere als Trainer und Funktionär
Nach Kriegsende half Szepan beim Wiederaufbau der Schalker Mannschaft mit. Zudem war er beim TSV Marl-Hüls als Trainer tätig. Nach dem Ende seiner Spielerlaufbahn 1949 übernahm er den Trainerposten auf Schalke. Diesen hatte er bis 1954 inne, ehe er mit Rot-Weiss Essen einen weiteren Revierklub zur deutschen Meisterschaft führte. Von 1964 bis 1965 und von 1966 bis 1967 war er Präsident des FC Schalke. Anschließend zog er sich ins Privatleben zurück.

## Verhältnis zum Nationalsozialismus
Szepan trat zum 1. Mai 1937 in die NSDAP ein (Mitgliedsnummer 5.416.068), neben ihm traten noch Ernst Kuzorra und Hans Bornemann als Schalker Spieler der Partei bei. Er ließ sich für NS-Propagandakampagnen einspannen und rief 1934, 1936 und 1938 bei Abstimmungen dazu auf, „geschlossen hinter dem Führer“ zu stehen.  1939 wurde er in den Führerrat des Reichsamtes für Fußball berufen.
1938 übernahm Szepan im Zuge der Arisierung das „Kaufhaus Julius Rode & Co“ von Sally Meyer und Julie Lichtmann, die aufgrund ihrer jüdischen Abstammung zunächst in ein Judenhaus gebracht und am 27. Januar 1942 aus Gelsenkirchen nach Riga deportiert wurden. Lichtmann ist dort verschollen, Meyer wurde mit seiner Frau im KZ Kaiserwald ermordet. Nach dem Krieg gab es wegen des Kaufhauses ein Gerichtsverfahren mit der Jewish Trust Corporation, das mit einem Vergleich endete. Szepan zahlte eine Entschädigung an die Corporation. Von den Alliierten wurde er als NSDAP-Mitläufer eingestuft.

## Lebensende
Nach der Niederlegung seines Präsidentenamtes bei Schalke zog sich Szepan mehr und mehr aus der Öffentlichkeit zurück. Bis 1972 war er Inhaber seines Textilwarengeschäfts am Schalker Markt in Gelsenkirchen, ehe er sich, gesundheitlich angeschlagen und von Rheuma geplagt, völlig zurückzog.
Am 14. Dezember 1974 starb Szepan nach langer Krankheit im Alter von 67 Jahren. Sein Grab befindet sich auf dem evangelischen Friedhof Rosenhügel im Norden von Gelsenkirchen-Schalke.

## Erfolge
Als Spieler:
- Dritter bei der Fußballweltmeisterschaft 1934
- Deutscher Meister: 1934, 1935, 1937, 1939, 1940, 1942 (6-mal)
- Deutscher Pokalsieger: Tschammerpokal 1937 (1-mal)
- Meister Westfalen: 1933/34, 1934/35, 1935/36, 1936/37, 1937/38, 1938/39, 1939/40, 1940/41, 1941/42, 1942/43, 1943/44 (11-mal)

Als Trainer:
- Deutscher Meister: 1955